# Aproniano de Felipe González
Blahoslavený Aproniano de Felipe González, řeholním jménem Miguel (Michael) z Grajalu (2. února 1898, Grajal de Campos – 29. prosince 1936), byl španělský římskokatolický kněz, řeholník Řádu menších bratří kapucínů a mučedník.

## Život
Narodil se 2. února 1898 v Grajal de Campos.
Vstoupil ke kapucínům v Montehano. Přijal hábit a jméno Miguel. Poté studoval na Papežské Gregoriánské univerzitě. Po studiu působil jako ředitel filozofického studia. Byl velkým ctitelem eucharistie a Panny Marie.
Když roku 1936 vypukla Španělská občanská válka a protikatolické pronásledování, dne 7. srpna 1936 byl zabrán jejich klášter milicionáři. On a jeho spolubratr Diego z Guadilly byli nuceni odejít ke jedné zbožné rodině. Dne 29. prosince byl zatčen s bratrem Diegem a na cestě z Gamy do Santoñi byli zastřeleni.

## Proces blahořečení
Proces jeho blahořečení byl zahájen roku 1954 v arcidiecézi Madrid spolu s dalšími jedenatřiceti spolubratry kapucíny.
Dne 27. března 2013 uznal papež František jejich mučednictví. Blahořečeni byli 13. října 2013 ve skupině 522 španělských mučedníků.